# Liste des promenades de Paris
Pour les articles homonymes, voir Promenade et Promenade (lieu ou voie).
À Paris, un certain nombre de lieux publics dotés d’un nom officiel sont appelés « promenades » (partie générique de l’appellation officielle).
Administrativement, ces « promenades » sont de deux types : 
1. des noms officiels de voies (voies publiques et éventuellement voies privées)[1] ;
2. des noms officiels d’espaces verts (qui à Paris n’ont que rarement le statut de « voies »).

## Liste des voies et des espaces verts appelés «promenades»
Par ordre alphabétique de la partie spécifique de l’appellation officielle :
1. la promenade Alain-Devaquet, voie publique du 11e arrondissement ;
2. la promenade de l'allée du Séminaire - Jean-Jacques-Olier, espace vert du 6e arrondissement ;
3. la promenade Amalia-Rodrigues, voie publique du 19e arrondissement ;
4. la promenade Aristides-de-Sousa-Mendes, voie publique des 8e et 17e arrondissements ;
5. la promenade d’Australie, voie publique du 15e arrondissement (nom donné en 2000) ;
6. la promenade des-Berges-de-la-Seine-André-Gorz, voie publique dans le 7e arrondissement ;
7. la promenade Bernard-Lafay, espace vert du 17e arrondissement ;
8. la promenade Bernard-Zehrfuss, espace vert du 7e arrondissement ;
9. la promenade Cécile-Chaminade, voie publique des 8e et 17e arrondissements ;
10. la promenade Claude-Lévi-Strauss, voie publique du 13e arrondissement ;
11. la promenade Claire-Lacombe, voie publique du 11e arrondissement ;
12. la promenade Claude-Estier, voie publique du 18e arrondissement (nom donné en 2019) ;
13. la promenade Cleews-Vellay, voie publique du 10e arrondissement (nom donné en 2019) ;
14. la promenade Coccinelle, voie publique du 9e arrondissement et du 18e arrondissement (nom donné en 2016) ;
15. la promenade Dora-Bruder, voie publique du voie publique du 18e arrondissement (nom donné en 2015) ;
16. la promenade Éric-Tabarly, voie publique du 19e arrondissement (nom donné en 2008) ;
17. la promenade Édouard-Glissant, voie publique du 7e arrondissement (nom donné en 2021) ;
18. la promenade Florence-Arthaud, voie publique du 19e arrondissement (nom donné en 2016) ;
19. la promenade Georges-Ulmer, voie publique du 9e arrondissement et du  18e arrondissement (nom donné en 2005) ;
20. la promenade Gibran-Khalil-Gibran, espace vert du 15e arrondissement (nom donné en 2017) ;
21. la promenade Gilberte-Brossolette, square de la promenade Pereire dans le 17e arrondissement;
22. la promenade Gisèle-Halimi, voie publique du 7e arrondissement (nom donné en 2021) ;
23. la promenade Jacques-Canetti, voie publique du 9e arrondissement et du 18e arrondissement (nom donné en 2014) ;
24. la promenade Jacques-Delors, voie publique du 10e arrondissement et du 19e arrondissement ;
25. la promenade Jacques-Hébertot, voie publique du 8e arrondissement et du 17e arrondissement ;
26. la promenade Jane-et-Paulette-Nardal, voie publique du 14e arrondissement (nom donnée en 2018) ;
27. la promenade Jean-Paul-Belmondo, voie publique des 15e et du 16e arrondissements (nom donné en 2023) ;
28. la promenade Jean-Vigo, voie publique du 19e arrondissement (nom donné en 2005) ;
29. la promenade Jeanne-Moreau, voie publique du 19e arrondissement (nom donné en 2019) ;
30. la promenade Jules-Isaac, voie publique du 13e arrondissement (nom donné en 2006) ;
31. la promenade Marceline Loridan-Ivens, voie publique des 6e et 7e arrondissements (2018) ;
32. la promenade Marie-de-Roumanie, voie publique du 7e arrondissement (nom donné en 2019);
33. la promenade Maurice-Boitel, voie publique du 12e arrondissement (bois de Vincennes) (nom donné en 2013) ;
34. la promenade Maurice-Carême, voie publique du 4e arrondissement (île de la Cité) (nom donné en 2000) ;
35. la promenade Marcel-Carné, voie publique du 9e arrondissement et du 18e arrondissement (nom donné en 2014) ;
36. la promenade Michou, voie publique du 9e arrondissement et du 18e arrondissement (nom donné en 2025) ;
37. la promenade plantée, espace vert du 12e arrondissement ;
38. la promenade du quai de Grenelle - Square des Martyrs-Juifs, espace vert du 15e arrondissement ;
39. la promenade René-Capitant, voie publique du 5e arrondissement (nom donné en 2000) ;
40. la promenade Roland-Lesaffre, voie publique du 9e arrondissement et du 18e arrondissement (nom donné en 2014) ;
41. la promenade Rosemonde-Pujol, square de la promenade Pereire dans le 17e arrondissement;
42. la promenade Signoret-Montand, voie publique du 19e arrondissement (nom donné en 1998) ;
43. la promenade Thérèse-Pierre, square de la promenade Pereire dans le 17e arrondissement[2].
44. la promenade Yehudi-Menuhin, voie publique du 7e arrondissement (nom donné en 2019).
45. la promenade Yves-Saint-Laurent, voie publique du 7e arrondissement (nom donné en 2013).

Pour les voies au moins, le recours au générique « promenade » remonte à 1998 (promenade Signoret - Montand) et ne semble pas encore avoir été analysé dans les publications spécialisées. Il reste rare dans la nomenclature parisienne récente.